# Kapichira-Wasserfälle
Die Kapichira-Wasserfälle des Shire-Flusses liegen im afrikanischen Malawi.

## Beschreibung
Die Wasserfälle sind vor allem in der Regenzeit spektakulär, wenn zwischen den Granitfelsen sehr viel Wasser etwa 80 Meter in die Tiefe stürzt. 
Der Weg zu den Wasserfällen führt von Chikwawa über einen befestigten Fahrweg, der sehr steile Abschnitte und nach Regenfällen zeitweise unpassierbare Senken hat. Ein Besuch der Kapichira-Fälle lohnt auch in der Trockenzeit.

## Galerie

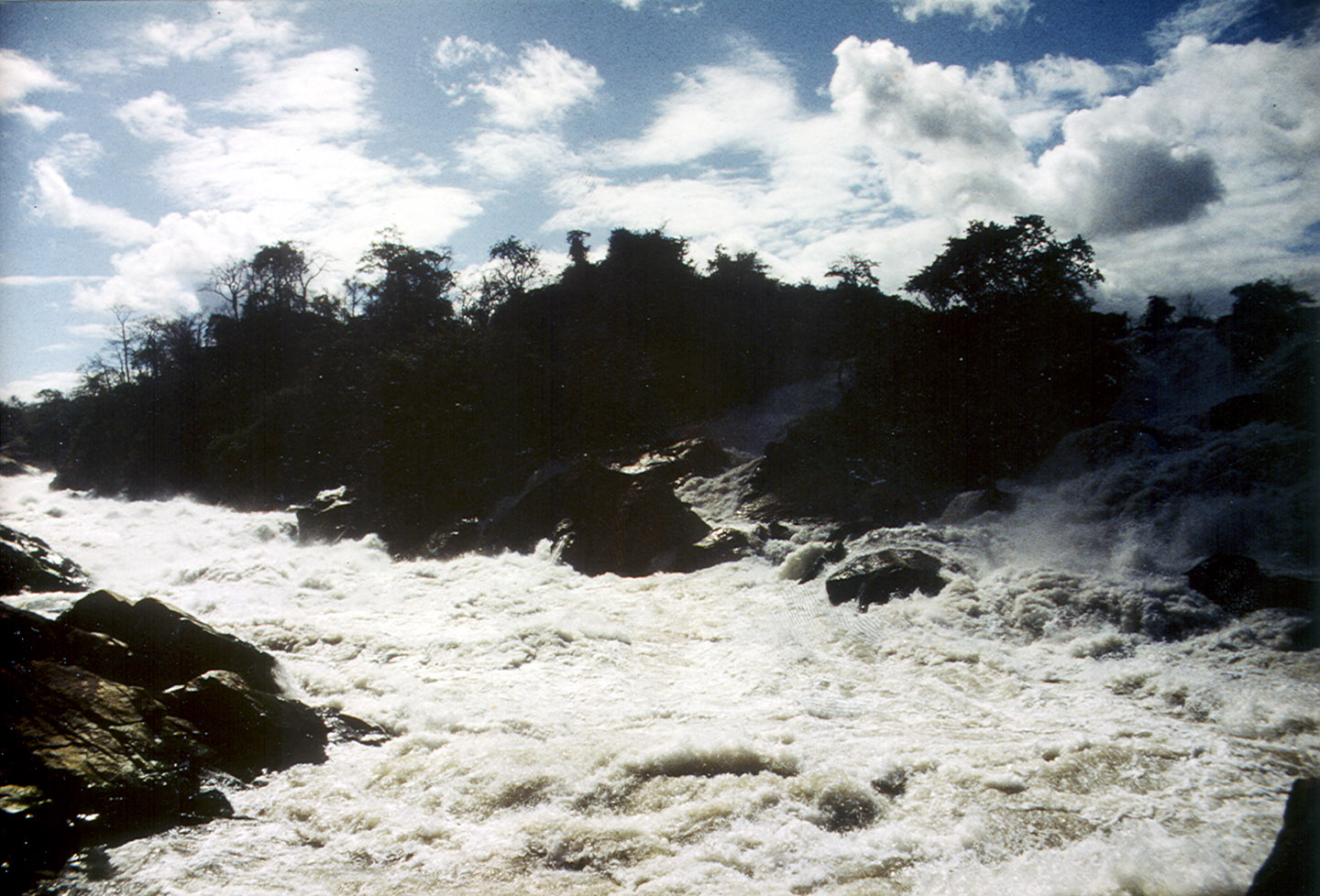
Abfluss der Kapichira-Fälle
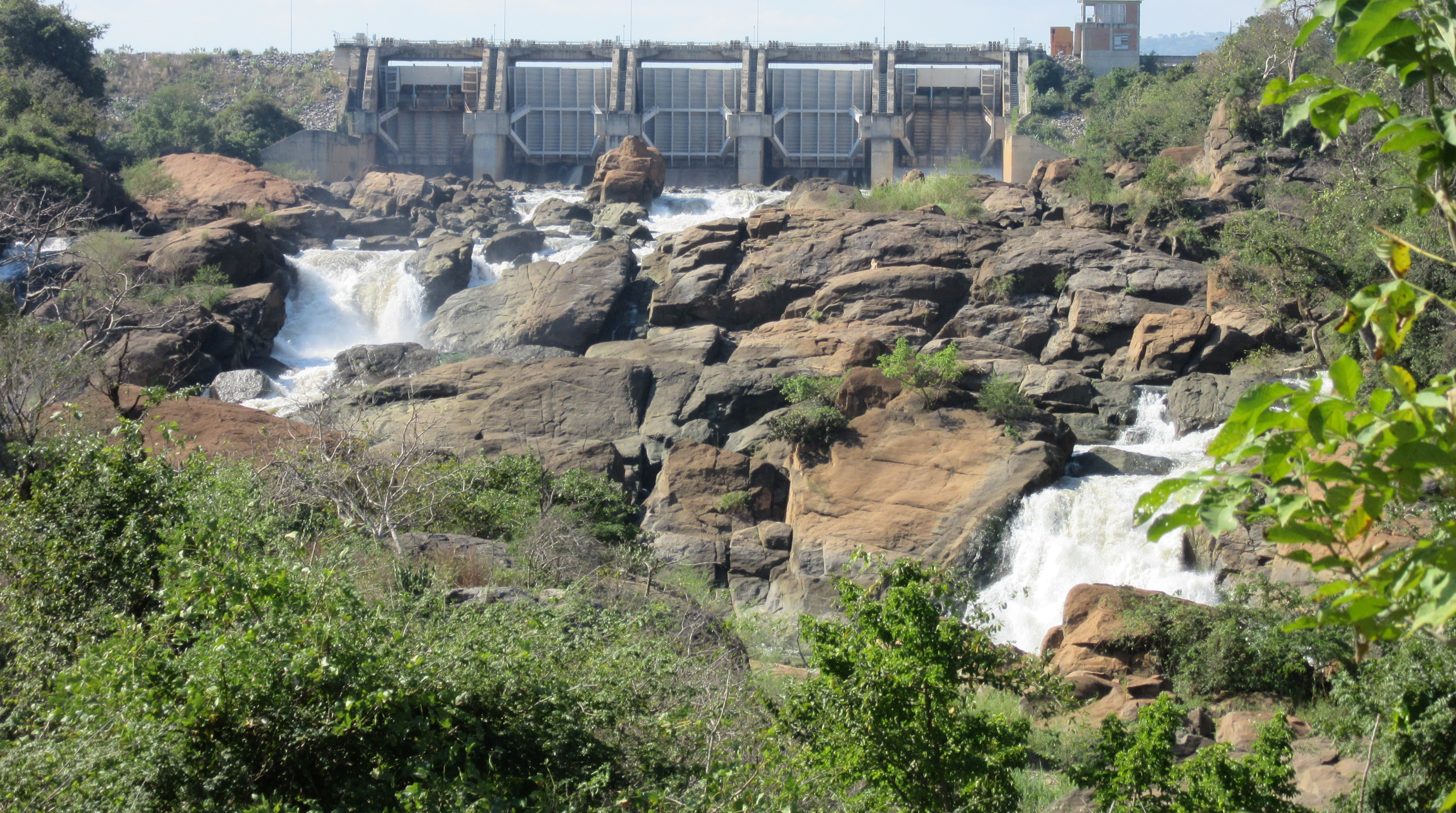
Wehranlage an den Wasserfällen